# Nguyên bào xương

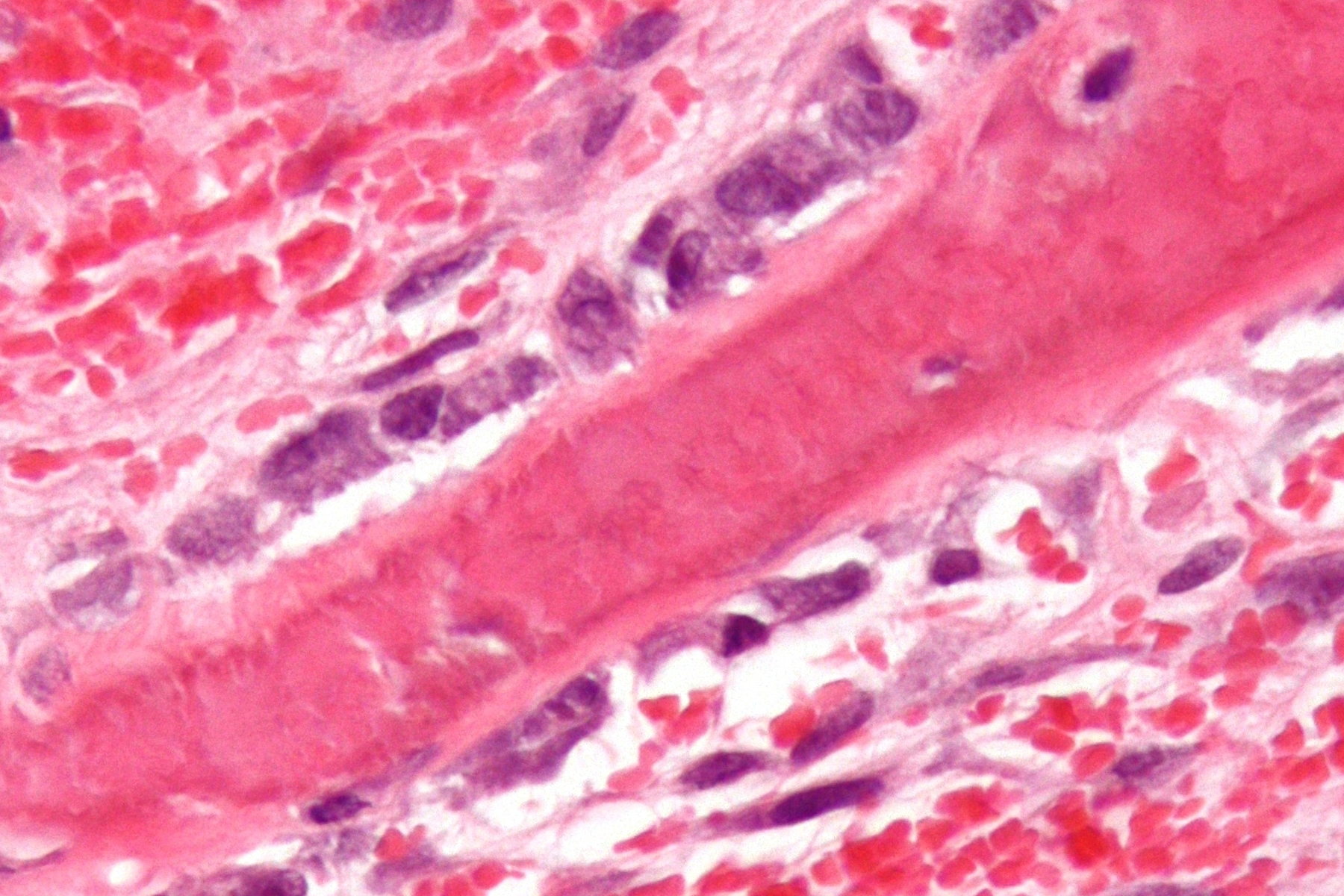
Nguyên bào xương (màu xanh) đang bao một nhũ hay gai xương (hồng - theo đường chéo của hình ảnh)

Nguyên bào xương hay osteoblast (từ tiếng Hy Lạp với các từ ὀστέο-, osteo-, có nghĩa là "xương", và βλαστάνω, blastanō "nảy mầm") là các tế bào có một nhân duy nhất và giúp tổng hợp xương. Tuy nhiên, trong quá trình hình thành xương, các nguyên bào xương hoạt động theo từng nhóm các tế bào kết nối với nhau; từng tế bào riêng lẻ thì không thể tạo ra xương. Một nhóm nguyên bào xương có tổ chức cùng với xương và được tạo thành với đơn vị là tế bào thường được gọi là osteon.
Nguyên bào xương là kết quả đã được biệt hóa của các tế bào gốc trung mô. Chúng có thể tổng hợp nhiều những collagen dày, liên kết chéo và các protein biệt hóa với số lượng nhỏ hơn, bao gồm cả osteocalcin và osteopontin, tạo nên chất nền hữu cơ của xương.
Trong các nhóm tổ chức của tế bào kết nối, các nguyên bào xương giúp hydroxyapatite được lắng đọng vào chất nền hữu cơ, quá trình này được điều hòa ở mức cao, tạo nên một mô khoáng hóa mạnh và dày đặc - hay còn được gọi là chất nền khoáng hóa. Bộ xương khoáng hóa là phần nâng đỡ chính cho các cơ quan của động vật có xương sống hít thở bằng không khí. Đây cũng là một nơi dự trữ quan trọng của khoáng chất cho cân bằng nội môi sinh lý bao gồm cả cân bằng acid-base và cân bằng calci hay duy trì lượng phosphate.

## Cấu trúc xương
Xương là một cơ quan lớn được hình thành và suy thoái trong suốt cuộc đời trong các động vật có xương sống hít thở bằng không khí. Xương, hay thường được gọi là bộ xương hay hệ xương, là một cấu trúc nâng đỡ quan trọng và cũng giúp duy trì ổn định calci, phosphate, và acid-base trong toàn bộ cơ thể. Phần chức năng của xương, chất nền xương, là hoàn toàn nằm ở ngoại bào. Chất nền xương bao gồm protein và khoáng chất. Protein tạo thành chất nền hữu cơ. Chúng được tổng hợp trước và sau đó khoáng được bổ sung vào. Phần lớn chất nền hữu cơ gồm collagen, cung cấp độ dai và bền chắc. Chất nền được khoáng hóa bằng cách lắng đọng hydroxyapatite (tên thay thế, hydroxylapatite). Khoáng vật này rất cứng và cung cấp thêm khả năng chịu lực nến. Vì vậy, collagen và khoáng chất tạo với nhau một vật liệu hỗn hợp có thể chịu được lực kéo lẫn lực nén tuyệt vời, có thể bị uốn cong khi gặp áp lực và phục hồi hình dạng của nó mà không bị hư hại. Điều này được gọi là biến dạng đàn hồi. Tuy nhiên, nếu lực vượt quá khả năng của xương để hoạt động đàn hồi thì có thể gây ra hỏng hóc, thường là gãy xương.